# Liga de Campeones Árabe 1998
La Liga de Campeones Árabe 1998 es la 14.ª edición de este torneo de fútbol a nivel de clubes del Mundo Árabe organizada por la UAFA y que contó con la participación de 19 equipos representantes de África del Norte, Medio Oriente y África del Este, 9 más que en la edición anterior.
El WA Tlemcen de Argelia venció a Al Shabab de Arabia Saudita en la final jugada en Jeddah, Arabia Saudita para ser el primer equipo de Argelia en ganar el torneo.

## Fase preliminar

### Zona 1
Todos los partidos se jugaron en Omán.
| Fecha   | Local       | Resultado | Visita      |
| ------- | ----------- | --------- | ----------- |
| 5/2/98  | Sur Club    | 2-2       | Al-Arabi SC |
| 6/2/98  | West Riffa  | 1-1       | Al-Arabi    |
| 6/2/98  | Al Wasl     | 1-1       | Al-Hilal FC |
| 8/2/98  | Sur Club    | 1-0       | Al-Arabi    |
| 8/2/98  | Al-Hilal FC | 2-1       | Al-Arabi SC |
| 9/2/98  | West Riffa  | 2-1       | Al Wasl     |
| 10/2/98 | Sur Club    | 2-2       | Al-Hilal FC |
| 11/2/98 | Al-Arabi    | 1-1       | Al Wasl     |
| 11/2/98 | Al-Arabi SC | 1-1       | West Riffa  |
| 13/2/98 | Al-Arabi SC | 0-0       | Al-Arabi    |
| 13/2/98 | Al-Hilal FC | 4-1       | West Riffa  |
| 14/2/98 | Sur Club    | 1-1       | Al Wasl     |
| 15/2/98 | Al-Hilal FC | 3-1       | Al-Arabi    |
| 16/2/98 | Al Wasl     | 2-1       | Al-Arabi SC |
| 16/2/98 | West Riffa  | 1-0       | Sur Club    |

| Club        | G | E | P | GF | GC | Pts. |
| ----------- | - | - | - | -- | -- | ---- |
| Al-Hilal FC | 3 | 2 | 0 | 12 | 6  | 11   |
| West Riffa  | 2 | 2 | 1 | 6  | 7  | 8    |
| Sur Club    | 1 | 3 | 1 | 6  | 6  | 6    |
| Al Wasl     | 1 | 3 | 1 | 6  | 6  | 6    |
| Al-Arabi SC | 0 | 3 | 2 | 5  | 7  | 3    |
| Al-Arabi    | 0 | 3 | 2 | 3  | 6  | 3    |

### Zona 2
Los partidos se jugaron en El Cairo, Egipto. El Al-Wahda San'a' de Yemen y el Al Merreikh Omdurmán de Sudán abandonaron el torneo.
| Local   | Resultado | Visita    |
| ------- | --------- | --------- |
| Al-Ahly | 3-1       | Al-Shabab |
| Al-Ahly | 1-0       | Al-Shabab |

El Al-Ahly de Egipto abandonó el torneo, por lo que en Al-Shabab de Arabia Saudita avanzó a la siguiente ronda.

### Zona 3
El CA Bizertin de Túnez abandonó el torneo, por lo que el WA Tlemcen de Argelia y el Al Tahaddy Benghazi de Libia clasificaron a la siguiente ronda.

### Zona 4
El Al-Wahdat de Jordania clasificó debido al abandono del Teshrin de Siria y de los representantes de Líbano y Palestina.

## Fase final
Todos los partidos se jugaron en Jeddah, Arabia Saudita.

### Grupo A
| Fecha    | Local               | Resultado | Visita              |
| -------- | ------------------- | --------- | ------------------- |
| 19/11/98 | Al-Ittihad          | 0-1       | Al Wasl             |
| 19/11/98 | Al-Wahdat           | 2-2       | Al Tahaddy Benghazi |
| 21/11/98 | Al-Ittihad          | 3-1       | Al-Wahdat           |
| 21/11/98 | Al Tahaddy Benghazi | 0-0       | Al Wasl             |
| 24/11/98 | Al Tahaddy Benghazi | 0-6       | Al-Ittihad          |
| 24/11/98 | Al Wasl             | 5-1       | Al-Wahdat           |

| Club                | G | E | P | GF | GC | Pts. |
| ------------------- | - | - | - | -- | -- | ---- |
| Al Wasl             | 2 | 1 | 0 | 6  | 1  | 7    |
| Al-Ittihad          | 2 | 0 | 1 | 9  | 2  | 6    |
| Al Tahaddy Benghazi | 0 | 2 | 1 | 2  | 8  | 2    |
| Al-Wahdat           | 0 | 1 | 2 | 4  | 10 | 1    |

### Grupo B
| Fecha    | Local         | Resultado | Visita        |
| -------- | ------------- | --------- | ------------- |
| 20/11/98 | WA Tlemcen    | 0-0       | Al Shabab     |
| 20/11/98 | Club Africain | 0-3       | West Riffa    |
| 22/11/98 | Al Shabab     | 2-1       | West Riffa    |
| 22/11/98 | WA Tlemcen    | 1-1       | Club Africain |
| 25/11/98 | Club Africain | 1-1       | Al Shabab     |
| 25/11/98 | Wet Riffa     | 1-2       | WA Tlemcen    |

| Club          | G | E | P | GF | GC | Pts. |
| ------------- | - | - | - | -- | -- | ---- |
| Al Shabab     | 1 | 2 | 0 | 3  | 2  | 5    |
| WA Tlemcen    | 1 | 2 | 0 | 3  | 2  | 5    |
| West Riffa    | 1 | 0 | 2 | 5  | 4  | 3    |
| Club Africain | 0 | 2 | 1 | 2  | 5  | 2    |

## Fase final
|  | Semifinales             | Semifinales    |   |  | Final                   | Final |  |
|  |                         |                |   |  |                         |       |  |
|  |                         |                |   |  |                         |       |  |
|  | Jeddah, 27 de noviembre |                |   |  |                         |       |  |
|  | Al-Wasl FC              | 1              |   |  |                         |       |  |
|  | WA Tlemcen              | 3              |   |  |                         |       |  |
|  |                         |                |   |  |                         |       |  |
|  |                         |                |   |  | Jeddah, 29 de noviembre |       |  |
|  |                         |                |   |  | WA Tlemcen              | 3     |  |
|  |                         | Al-Shabab Club | 1 |  |                         |       |  |
|  |                         |                |   |  |                         |       |  |
|  |                         |                |   |  |                         |       |  |
|  |                         |                |   |  | Tercer lugar            |       |  |
|  | Jeddah, 27 de noviembre |                |   |  |                         |       |  |
|  | Al-Shabab Club          | 1              |   |  |                         |       |  |
|  | Al-Ittihad              | 0              |   |  |                         |       |  |

## Campeón
| Liga de Campeones Árabe 1998 |
| ---------------------------- |
| Bandera de Argelia           |
| WA Tlemcen 1.er título       |